# Diary Slam
Ein Diary Slam ist eine Veranstaltung, auf der Menschen vor Publikum aus ihren Tagebüchern vorlesen. Bei einer Veranstaltung treten üblicherweise mehrere Vortragende im Stile eines Poetry Slam auf. Die ausgewählten Tagebuchpassagen datieren meist aus Jugend und Pubertät der Vortragenden und erlauben eine entsprechende zeitliche und biographische Distanz zu den oft ungewollt komischen Inhalten. Den ersten Diary Slam im engeren Sinne gab es 2005 unter dem Namen Cringe Night (dt.: „Fremdschäm-Abend“) in Brooklyn; seitdem finden solche Veranstaltungen regelmäßig in nordamerikanischen und europäischen Städten statt.

## Inhalt und Ablauf
Diary Slams finden meist als abendliche Veranstaltungsreihe in Cafés, Bars oder Klubs statt, die bereits als Veranstaltungsorte für andere Spoken-Word-Performances dienen. Kern des Diary Slam ist das Vortragen von Tagebuch-Auszügen durch die Verfasser selbst. Meist wird durch die Veranstalter moderiert und die Vortragenden liefern dazu etwas Kontext zu den jeweiligen Auszügen, die jedoch nicht verändert oder redigiert werden sollen. Eine Wertung durch Applaus oder Jury im Stile eines Slam-Poetry-Wettbewerbs ist optional.
Die meisten Vortragenden sind weiblich. Schwerpunkt der vorgetragenen Auszüge sind typische Teenager-Themen wie die erste Liebe, Pubertät und Sexualität, Eltern und Geschwister sowie der Freundeskreis. Der zeitliche Mindestabstand zwischen Niederschrift des Tagebuchs und Vortrag im Diary Slam ist meist größer als zehn Jahre, das Alter der Vortragenden reicht von Mitte zwanzig bis Ende dreißig. Manche Veranstalter von Diary Slams vermuten, dass sich der Umgang von Teenagern mit Privatheit durch das Aufkommen von Myspace, Blogs und Facebook ab der Jahrtausendwende derart verändert hat, dass für Diary Slams geeignete Teenager-Tagebücher heute eine historische Textgattung sind.
Das unerlaubte Lesen fremder Tagebücher gilt als Tabu, entsprechend bietet ein öffentlicher Vortrag des vormals Geheimen den Reiz des Verbotenen, erlauben auch Empathie. Die vorgetragenen Texte amüsieren im besten Fall durch unfreiwillige Komik, die sich in abrupten thematischen Brüchen, unangemessenen Gefühlsschwankungen und Stilblüten manifestiert. Die Spannung zwischen Publikum und Vortragenden ist mit Exhibitionismus und Voyeurismus nur unzureichend beschrieben, bestenfalls erleben Vortragende ein „Katharsis“-Erlebnis durch Offenbarung ihres früheren, angstgeplagten pubertären Ich, während sich das Publikum solidarisieren kann.

## Geschichte und Verbreitung
Als Vorläufer des Diary Slam gilt die Reihe Mortified (dt.: „beschämt“ bzw. „gedemütigt“) des amerikanischen Comedians David Nadelberg. In diesem Live-Format präsentieren Menschen seit 2001 auf der Bühne private Objekte wie Kalender, Fotos oder Tagebücher und erzählen dazu Geschichten. Die ersten Mortified-Sessions fanden in Los Angeles statt, später auch in anderen Städten an der Westküste. Daraus entstand die 2011 auf dem Sundance Channel ausgestrahlte Fernsehserie The Mortified Sessions, bei der Prominente aus ihrer Kindheit erzählen. Nadelberg veröffentlichte auch zwei Bücher mit Auszügen aus Tagebüchern.
Die amerikanische Studentin Sarah Brown begann 2001 in Oklahoma damit, peinliche oder sonst lesenswerte Auszüge aus ihren eigenen Teenager-Tagebüchern an Freunde zu senden. Diese E-Mails fanden Anklang und wurden weit verbreitet, so dass Brown 2005 nach ihrem Umzug von Tulsa nach New York eine Live-Version konzipierte. Der erste Diary Slam unter dem Titel Cringe Night (oder einfach nur Cringe, also „(fremd)schämen“) fand am 6. April 2005 in Freddy’s Bar & Backroom in Brooklyn statt, und wurde danach monatlich wiederholt. Üblicherweise treten an einem Abend zehn bis zwölf Tagebuch-Schreiber auf; die Veranstaltung dauert zwei bis drei Stunden. Nachdem überregionale Medien über den Erfolg der monatlichen Reihe berichteten, produzierte Brown einen Pilotfilm für eine Fernsehserie für den Sender TLC. 2008 veröffentlichte sie ein Buch, und organisierte während eines Urlaubs in London die erste Cringe Night in Europa. Dort findet diese Veranstaltung nun monatlich in einem Pub an The Strand statt.
Im deutschsprachigen Raum führten Ella Carina Werner und Nadine Wedel den ersten Diary Slam 2007 in Berlin ein, bei dem sie selbst aus ihren Jugend-Tagebüchern vorlasen. Seit 2011 etablierten sie das Tagebuch-Wettlesen in Hamburg-Altona. 2013 veröffentlichten die beiden Frauen ein Buch mit Beiträgen aus ihrer monatlichen Veranstaltungsreihe. Ende 2011 fand der erste Diary Slam in Münster statt, inspiriert von der Londoner Cringe Night. In der Folge entstanden weitere Diary-Slam-Veranstaltungsreihen in München (seit 2012) und in Frankfurt und Köln (beide seit 2013). Seit 2013 veranstaltet Diana Köhle Tagebuch-Slams in Österreich.